# Lofentanyl
Lofentanyl – organiczny związek chemiczny, analog fentanylu. Jest najsilniejszym znanym opioidem.
Lofentanyl ma bardzo podobne działanie do karfentanylu, ale dłuższe. Długość działania i wysoka lipofilowość sprawiają, że lofentanyl zdaje się być dobrym związkiem służącym do niektórych typów znieczuleń, ale aktualnie wykorzystywany jest jedynie w badaniach nad receptorami opioidowymi.